# Infinito (modo)
L'infinito è un modo verbale usato in quasi tutte le lingue indoeuropee. È la forma normalmente scelta per il lemma dei verbi nei dizionari ed in genere non è riferita ad alcuna persona grammaticale (io, tu, lui, lei); dispone del tempo presente e di quello passato.

## L'infinito nelle lingue romanze
In italiano, la forma dell'infinito di un verbo come andare è composta da una radice (and-), da una vocale tematica (-a-) e da una desinenza (-re). L'infinito passato sarà essere andato.
|                                          | Infinito presente (infinito semplice) | Infinito passato (infinito composto) |
| Formazione con il verbo ausiliare avere  | mangiare                              | avere mangiato                       |
| Formazione con il verbo ausiliare essere | andare                                | essere andato                        |

L'infinito ricorre assai spesso in combinazione con un verbo servile. Ad esempio:
Devo prendere la scala.
Voglio mangiare qualcosa.
Non posso permettermi una vacanza.
I verbi non modali reggono in genere una preposizione:
Vado a comprare il pane.
Cerco di guadagnarmi la vita.
Esco a trovare un amico.
L'infinito di un verbo ha la proprietà di poter comportarsi contemporaneamente da verbo e da sostantivo:
Fare sport giova alla salute.
Qui fare come sostantivo funge da soggetto di giovare, ma come verbo regge sport.
Bere alcol alla guida è pericoloso.
dove bere è soggetto di essere, ma come verbo regge alcol.
Come il gerundio, l'infinito ha una molteplicità di usi nella subordinazione implicita. Ad esempio:
Invece di fare rumore, stammi a sentire.
(proposizione avversativa)
Mi stette a sentire senza far rumore.
(proposizione esclusiva)
Sento arrivare i miei.
(proposizione oggettiva)
È meglio rinunciare ai nostri propositi.
(proposizione soggettiva)
Dagli esempi, emerge una notevole duttilità dell'infinito, il quale è povero di valori grammaticali propri: questi piuttosto emergono solo nel contesto. 
Dell'infinito esiste una forma semplice o presente (mangiare) ed una composta o passata (aver mangiato), la quale indica un'azione compiuta:
Non posso quasi credere di aver visto così tanti uccelli in un momento solo.
La forma passata si trova spesso in proposizioni temporali e causali, cioè quelle introdotte da dopo e da per:
Dopo aver studiato tanti mesi, posso finalmente andare all'esame.
Anna è andata in prigione per aver ammazzato il marito.
In tutte le lingue romanze come l'italiano, le costruzioni ottenute sono paragonabili.
Anche nelle altre lingue romanze, l'infinito è raggruppabile in diverse coniugazioni (in italiano sono -are, -ere, -ire), fondamentali per la struttura delle diverse forme verbali dei vari tempi e modi, le quali possono distinguersi in base ai vari gruppi di appartenenza. 
- spagnolo: -ar, -er, -ir

cantar (cantare), beber (bere), vivir (vivere)
- portoghese: -ar, -er, -ir

falar (parlare), vender (vendere), partir (andare via, partire). Eccezione: pôr (porre). In casi particolari, le forme portoghesi dell'infinito hanno delle forme personali per facilitare la comprensione della proposizione subordinata.
- francese: -er, -ir, -oir oppure -re

parler, (cantare), dormir (dormire), avoir (avere), prendre (prendere). Come si nota, la terza coniugazione dell'italiano corrisponde in francese al secondo gruppo di verbi, mentre il terzo ed il quarto rispecchiano a grandi linee la seconda coniugazione.
- romeno: -a, -e, -ea, -i oppure -are, -ere, -ére, -ire

a cânta/cântare (cantare), a bea/bere (bere), a tăcea/tăcere (tacere), a dormi/dormire (dormire). Il romeno possiede due forme di infinito, corto e lungo: a mânca verso mâncare - mangiare.
La distinzione in gruppi di coniugazione, tipica di queste lingue, è un'eredità del latino, il quale prevedeva quattro coniugazioni: -are, -ēre, -ĕre, -ire: allĭgare (legare), fulgēre (risplendere), fundĕre (sbaragliare), repĕrire (trovare). Fanno eccezione alcuni verbi irregolari tra cui il più usato è sum (essere) che all'infinito fa esse. Incidentalmente, si precisa in questa sede che nei vocabolari di latino si trova il verbo non all'infinito, ma alla prima persona singolare.
- catalano: -ar, -er, -re, -ir

## L'infinito nelle lingue germaniche
Nelle lingue germaniche, la distinzione tra le varie coniugazioni del verbo non esiste.
- inglese: L'infinito è segnalato dalla particella: to (infinitive marker paragonabile a quello del romeno).

to go (andare), to sleep (dormire)
La funzione di verbo sostantivato è spesso coperta dal gerundio.
- In tedesco, l'infinito termina in genere con la desinenza -en

hören (sentire), machen (fare), wollen (volere).